# Biglerville
Biglerville è un comune degli Stati Uniti d'America nella Contea di Adams, in Pennsylvania. La sua popolazione al censimento del 2000 era di 1.101 abitanti.

## Società

### Evoluzione demografica
la composizione etnica della zona vede una maggioranza della razza bianca (93,55%) seguita da quella afroamericana (0,82%).
| Borough di Biglerville Popolazione | Borough di Biglerville Popolazione |
| ---------------------------------- | ---------------------------------- |
| 2000                               | 1.101                              |
| Stima al 01-07-07                  | 1.147                              |

## Economia

### Turismo
Vi si ritrova il museo nazionale della mela.